# Lake Placid (Queensland)
Der Lake Placid ist ein länglicher Natursee im Gebiet der australischen Stadt Cairns im Vorort Caravonica, der etwa zwölf Kilometer nordwestlich des Stadtzentrums am Unterlauf des Barron River gelegen ist. Das Gebiet liegt während der Regenzeit im Flutungsgebiet des Flusses. Der See gehört zum Barron Gorge National Park, der Teil der Feuchttropen von Queensland, einem Welterbegebiet im Nordosten des Kontinents, ist.
Lake Placid ist ein Touristenort und ein Ausflugsziel für Einwohner aus Cairns. Er ist der Endpunkt der Wildwasserfahrten in der Barron-Schlucht. Im Lake Placid Tourist Park gibt es Mietbungalows und einen Camping- und Caravanplatz. An Wochenenden finden dort auch Musikveranstaltungen statt. Der See wird oft als Ausgangsort für Touren in den Barron-Nationalpark oder nach Kuranda mit der Gondelbahn Skyrail beziehungsweise der Kuranda Scenic Railway genutzt.